# Anna Dmítrieva
Anna Vladímirovna Dmítrieva (en ruso: Анна Владимировна Дми́триева; Moscú, RSFS de Rusia; 10 de diciembre de 1940-Moscú, 24 de junio de 2024) fue una tenista y comentarista deportiva rusa especialista en la modalidad de dobles.

## Carrera
Anna Dmítrieva inició su carrera a los 12 años. Fue campeona júnior de Moscú y miembro de la Sociedad Deportiva Dinamo. A los 16 años ya jugaba en los torneos sénior, donde fue campeona en individuales, dobles y dobles mixtos.
En 1958 luego de que la URSS se uniera a la International Tennis Federation, Dmítrieva pasó a formar parte de la delegación participante en Wimbledon Championships, donde fue finalista en la categoría júnior.
Entre 1958 y 1967 Dmitrieva ganó 18 títulos a nivel nacional: cinco en individuales, nueve en dobles y cuatro en dobles mixtos. Fue campeona en todas las categorías en 1959, 1961, 1962 y 1964.
Dmitrieva también ganó torneos e Checoslovaquia y Hungría (1962), Uganda (1963) y Yugoslavia (1966). También ganó el Queen's Club en 1963 y el Wimbledon Ladies Plate en 1965. A nivel aficionado ganó torneos en África de 1964 a 1968 y en la Games of the New Emerging Forces (GANEFO) en Yakarta en 1963.
En los torneos de Grand Slam sería semifinalista en dobles en Wimbledon en 1963 junto a Judy Tegart; donde perdieron ante Maria Bueno y Darlene Hard, quienes al final ganaron en torneo en ese año. Dmítrieva logró clasificar dos veces a los cuartos de final en dobles (1960 y 1967) y en dobles mixtos en 1967 junto a Alexander Metreveli donde jugaron el partido más largo de la historia del torneo ante Bueno y Ken Fletcher. Dmítrieva también clasificó a los cuartos de final en el Torneo Roland Garros en 1968.

## Tras el retiro
Al dejar su carrera a inicios de los años 1970, Dmítrieva pasó a ser entrenadora de tenis cuatro años y luego periodista y comentarista de deportes para Soviet TV y radio. Sería comentarista de deportes en la TV por primera vez en 1976 junto a Alex Metreveli. En 1993 trabajó para NTV, Match TV, hasta que el canal dejara las trasmisiones de tenis, y también trabajó para Eurosport.

## Resultados en finales

### Individuales (12–14)
| Resultado | N.º | Fecha                    | Torneo                   | Superficie | Rival                   | Marcador       |
| --------- | --- | ------------------------ | ------------------------ | ---------- | ----------------------- | -------------- |
| Ganó      | 1.  | 9 de agosto de 1959      | Moscú, Unión Soviética   | Dura       | Valeria Kuzmenko-Titova | 6–3, 6–1       |
| Perdió    | 2.  | 1 de marzo de 1960       | Moscow, Unión Soviética  | Dura (i)   | Valeria Kuzmenko-Titova | 3–6, 6–1, 2–6  |
| Ganó      | 3.  | 7 de agosto de 1960      | Moscow, Unión Soviética  | Dura       | Jirina Elgrová          | 6–2 6–4        |
| Ganó      | 4.  | 2 de julio de 1961       | Budapest, Hungría        | Arcilla    | Zsuzsa Körmöczy         | 6–3 6–4        |
| Perdió    | 5.  | 19 de agosto de 1961     | Moscow, Unión Soviética  | Arcilla    | Věra Suková             | 7–5, 1–6, 1–6  |
| Ganó      | 6.  | 11 de marzo de 1962      | Moscú, Unión Soviética   | Dura (i)   | Lea Pericoli            | 6–2, 7–5       |
| Perdió    | 7.  | 16 de julio de 1962      | Budapest, Hungría        | Arcilla    | Zsuzsa Körmöczy         | 1–6, 6–4, 4–6  |
| Perdió    | 8.  | 1 de agosto de 1962      | Praga, Checoslovaquia    | Arcilla    | Elizabeth Starkie       | 3–6, 0–6       |
| Perdió    | 9.  | 20 de agosto de 1962     | Moscú, Unión Soviética   | Arcilla    | Jan Lehane              | 3–6, 3–6       |
| Ganó      | 10. | 2 de febrero de 1963     | Moscú, Unión Soviética   | Dura (i)   | Irina Ermolova          | 6–4, 6–3       |
| Perdió    | 11. | 10 de junio de 1963      | Praga, Checoslovaquia    | Arcilla    | Věra Suková             | 1–6, 6–4, 4–6  |
| Ganó      | 12. | 8 de marzo de 1964       | Moscú, Unión Soviética   | Dura       | Valeria Kuzmenko-Titova | 8–6, 6–2       |
| Ganó      | 13. | 18 de mayo de 1964       | Argel, Argelia           | Arcilla    | Françoise Dürr          | 6–3, 6–2       |
| Ganó      | 14. | 16 de agosto de 1964     | Moscú, Unión Soviética   | Arcilla    | Valeria Kuzmenko-Titova | 6–2 6–2        |
| Perdió    | 15. | 7 de febrero de 1965     | Helsinki, Finlandia      | Dura (i)   | Elizabeth Starkie       | 2–6, 6–1, 3–6  |
| Perdió    | 16. | 14 de agosto de 1966     | Moscú, Unión Soviética   | Arcilla    | Ann Jones               | 1–6, 3–6       |
| Ganó      | 17. | 18 de septiembre de 1966 | Belgrado, Yugoslavia     | Arcilla    | Alena Palmeová          | 6–2, 6–4       |
| Perdió    | 18. | 22 de enero de 1967      | Moscú, Unión Soviética   | Dura (i)   | Olga Morozova           | 7–9, 6–8       |
| Perdió    | 19. | 19 de febrero de 1967    | Moscú, Unión Soviética   | Dura (i)   | Galina Baksheeva        | 2–6, 8–10      |
| Ganó      | 20. | 4 de marzo de 1967       | Moscú, Unión Soviética   | Dura (i)   | Galina Baksheeva        | 9–7, 6–4       |
| Perdió    | 21. | 19 de marzo de 1967      | Alejandría, Egipto       | Arcilla    | Helga Schultze          | 6–4, 1–6, 6–8  |
| Perdió    | 22. | 27 de septiembre de 1967 | Tbilisi, Unión Soviética | Arcilla    | Olga Morozova           | 5–7, 6–4, 1–6  |
| Perdió    | 23. | 7 de enero de 1968       | Moscú, Unión Soviética   | Dura (i)   | Olga Morozova           | 9–7, 1–6, 8–10 |
| Ganó      | 24. | 17 de marzo de 1968      | Alejandría, Egipto       | Arcilla    | Robin Blakelock         | 6–0, 6–3       |
| Ganó      | 25. | 6 de enero de 1972       | Minsk, Unión Soviética   | Dura (i)   | Marina Chuvirina        | 6–4, 6–2       |
| Perdió    | 26. | 27 de febrero de 1972    | Moscú, Unión Sovíetica   | Dura (i)   | Eugenia Birioukova      | 4–6, 3–6       |

### Doubles (15–7)
| Resultado | N.º | Fecha                 | Torneo                 | Superficie | Compañera               | Rivales                                 | Marcador      |
| --------- | --- | --------------------- | ---------------------- | ---------- | ----------------------- | --------------------------------------- | ------------- |
| Perdió    | 1.  | Enero 1960            | Calcuta, India         | Dura       | Irina Ermolova          | Margaret Hellyer Mimi Arnold            | 5–7, 2–6      |
| Ganó      | 2.  | Enero 1960            | Nueva Delhi, India     | Dura       | Irina Ermolova          | Margaret Hellyer Mimi Arnold            | 4–6, 7–5, 6–0 |
| Ganó      | 3.  | Enero 1960            | Indore, India          | Dura       | Irina Ermolova          | Dechu Appaiah Leela Panjabi             | 7–5, 6–1      |
| Ganó      | 4.  | 1 de marzo de 1960    | Moscú, Unión Soviética | Dura (i)   | Irina Ermolova          | Vera Filippova Larissa Preobrazhenskaya | 6–2, 6–2      |
| Perdió    | 5.  | 8 de marzo de 1960    | Moscú, Unión Soviética | Dura       | Irina Ermolova          | Věra Suková Velve Tamm                  | 6–8, 4–6      |
| Ganó      | 6.  | 7 de agosto de 1960   | Moscú, Unión Soviética | Dura       | Irina Ermolova          | Vera Filippova Larissa Preobrazhenskaya | 6–4, 6–4      |
| Ganó      | 7.  | 5 de marzo de 1961    | Moscú, Unión Soviética | Dura (i)   | Irina Ermolova          | Vera Filippova Larissa Preobrazhenskaya | 6–0, 6–2      |
| Perdió    | 8.  | 19 de agosto de 1961  | Moscú, Unión Soviética | Dura       | Valeria Kuzmenko-Titova | Eva Johannes Věra Suková                | 6–1, 6–8, 4–6 |
| Ganó      | 9.  | 22 de julio de 1962   | Budapest, Hungría      | Arcilla    | Jitka Volavková         | Klara Bardoczy Zsuzsa Körmöczy          | 8–6, 6–2      |
| Ganó      | 10. | 1 de agosto de 1962   | Praga, Checoslovaquia  | Arcilla    | Jana Volková            | Vlasta Vopičková Jiřina Michlová        | 7–5, 6–2      |
| Ganó      | 11. | 10 de junio de 1963   | Praga, Checoslovaquia  | Arcilla    | Irina Ermolova          | Zdena Stachová Vlasta Vopičková         | 6–4, 5–7, 6–1 |
| Ganó      | 12. | 22 de junio de 1963   | Londres, Reino Unido   | Césped     | Judy Tegart             | Angela Mortimer Yola Ramírez            | 6–1 6–0       |
| Perdió    | 13. | 8 de marzo de 1964    | Moscú, Unión Soviética | Dura       | Valeria Kuzmenko-Titova | Olga Lendlová Jana Sonska               | 4–6, 6–2, 5–7 |
| Perdió    | 14. | 16 de agosto de 1964  | Moscú, Unión Soviética | Dura       | Valeria Kuzmenko-Titova | Olga Lendlová Jana Sonska               | 6–3, 3–6, 5–7 |
| Ganó      | 15. | 7 de febrero de 1965  | Helsinki, Finlandia    | Dura (i)   | Gudrun Rosin            | Robin Blakelock Elizabeth Starkie       | 6–0, 6–4      |
| Ganó      | 16. | 7 de marzo de 1965    | Moscú, Unión Soviética | Dura (i)   | Galina Baksheeva        | Vlasta Vopičková Helga Schultze         | 6–4, 7–9, 6–2 |
| Perdió    | 17. | 14 de agosto de 1966  | Moscú, Unión Soviética | Dura       | Judy Tegart             | Ann Jones Betty Stöve                   | 4–6, 6–2, 3–6 |
| Ganó      | 18. | 19 de febrero de 1967 | Moscú, Unión Soviética | Dura (i)   | Galina Baksheeva        | Tatiana Chalko Olga Morozova            | 6–2, 6–1      |
| Ganó      | 19. | 4 de marzo de 1967    | Moscú, Unión Soviética | Dura (i)   | Galina Baksheeva        | Tatiana Chalko Olga Morozova            | 6–3, 6–1      |
| Perdió    | 20. | 4 de febrero de 1968  | Copenhague, Dinamarca  | Dura (i)   | Galina Baksheeva        | Virginia Wade Joyce Williams            | 4–6, 3–6      |
| Ganó      | 21. | 25 de febrero de 1968 | Moscú, Unión Soviética | Dura       | Galina Baksheeva        | Rauza Islanova Olga Morozova            | 6–2, 7–5      |
| Ganó      | 22. | 6 de enero de 1972    | Minsk, Unión Soviética | Dura (i)   | Marina Chuvirina        | Larisa Novoshinskaya Anna Yeremeyeva    | 6–3, 3–6, 6–1 |